# Хярмя
Хярмя (ест. Härmä) — село в Естонії, входить до складу волості Меремяе, повіту Вирумаа.